# Evan Rodrigues
Evan Rodrigues (* 28. Juli 1993 in Etobicoke, Ontario) ist ein kanadischer Eishockeyspieler, der seit Juli 2023 bei den Florida Panthers aus der National Hockey League (NHL) unter Vertrag steht. Mit dem Team gewann er in den Playoffs 2024 und 2025 den Stanley Cup. Zuvor verbrachte der linke Flügelstürmer bereits etwa fünf Jahre in der Organisation der Buffalo Sabres und spielte für die Pittsburgh Penguins und Colorado Avalanche in der NHL.

## Karriere
Rodrigues verbrachte seine Juniorenzeit von 2009 bis 2011 zunächst bei den Georgetown Raiders in der Ontario Junior Hockey League (OJHL). Nachdem der Stürmer ungedraftet geblieben war, schrieb er sich im Sommer 2011 an der Boston University ein. Dort spielte er in den folgenden vier Jahren parallel zu seinem Studium für die Eishockeymannschaft der Universität in der Hockey East, einer Division im Spielbetrieb der National Collegiate Athletic Association (NCAA). Binnen der vier Jahre sammelte der Angreifer in 146 Einsätzen 121 Scorerpunkte, wurde in den Jahren 2013 und 2015 zweimal ins Second All-Star Team der Hockey East gewählt und gewann 2015 zudem die Divisionsmeisterschaft mit der Mannschaft.
Im April 2015 – nach Abschluss seines Studiums – erhielt der damals 21-Jährige ein Angebot der Buffalo Sabres aus der National Hockey League (NHL) und wechselte damit in den Profibereich. Für deren Farmteam, die Rochester Americans, ging er mit Beginn der Saison 2015/16 in der American Hockey League (AHL) aufs Eis. Zum Saisonende im April 2016 debütierte er schließlich für die Sabres in der NHL. Im Verlauf der Spielzeit 2016/17 kam er dort dann öfter zum Einsatz, verbrachte den Hauptanteil des Spieljahres aber weiterhin bei den Amerks in der AHL. In der Saison 2018/19 stand er erstmals ausschließlich in der NHL auf dem Eis.
Nach etwa fünf Jahren in der Organisation der Sabres wurde Rodrigues zur Trade Deadline im Februar 2020 samt Conor Sheary an die Pittsburgh Penguins abgegeben, die im Gegenzug Dominik Kahun nach Buffalo schickten. In Pittsburgh war der Kanadier in der Folge nur ein knappes halbes Jahr aktiv, ehe er im August 2020 samt David Warsofsky, Filip Hållander sowie einem Erstrunden-Wahlrecht im NHL Entry Draft 2020 zu den Toronto Maple Leafs transferiert wurde. Im Gegenzug erhielten die Penguins Kasperi Kapanen, Jesper Lindgren sowie die NHL-Rechte an Pontus Åberg. Ohne für das kanadische Team zum Einsatz zu kommen, kehrte er jedoch bereits im Oktober 2020 als Free Agent zu den Pittsburgh Penguins zurück. Rodrigues verbrachte dort zwei Spielzeiten, ehe sein auslaufender Vertrag im Sommer 2022 nicht verlängert wurde. Er schloss sich daraufhin – abermals als Free Agent – dem amtierenden Stanley-Cup-Sieger Colorado Avalanche an. In gleicher Weise wechselte er im Juli 2023 zu den Florida Panthers. In den folgenden Playoffs 2024 zog er mit dem Team ins Finale ein und errang mit einem 4:3-Erfolg über die Edmonton Oilers auch den ersten Stanley Cup der Franchise-Geschichte. In den Playoffs 2025 wiederum verteidigten sie den Titel durch einen weiteren 4:2-Sieg gegen die Oilers.

### International
Für sein Heimatland spielte Rodrigues bei der World Junior A Challenge 2010 für die Auswahl Canada East. Mit der Mannschaft gewann der Stürmer nach einer Finalniederlage gegen die Vereinigten Staaten die Silbermedaille. Zum Medaillengewinn steuerte Rodrigues in fünf Einsätzen sieben Scorerpunkte bei und war damit Topscorer des gesamten Turniers. Zudem wurde er ins All-Star-Teams des Wettbewerbs gewählt.

## Erfolge und Auszeichnungen
- 2013 Hockey East Second All-Star Team
- 2015 Lamoriello-Trophy-Gewinn mit der Boston University
- 2015 Hockey East Second All-Star Team
- 2024 Stanley-Cup-Gewinn mit den Florida Panthers
- 2025 Stanley-Cup-Gewinn mit den Florida Panthers

### International
- 2010 Silbermedaille bei der World Junior A Challenge
- 2010 Topscorer der World Junior A Challenge
- 2010 All-Star-Team der World Junior A Challenge

## Karrierestatistik
Stand: Ende der Saison 2024/25

### International
Vertrat Kanada bei:
- World Junior A Challenge 2010

(Legende zur Spielerstatistik: Sp oder GP = absolvierte Spiele; T oder G = erzielte Tore; V oder A = erzielte Assists; Pkt oder Pts = erzielte Scorerpunkte; SM oder PIM = erhaltene Strafminuten; +/− = Plus/Minus-Bilanz; PP = erzielte Überzahltore; SH = erzielte Unterzahltore; GW = erzielte Siegtore; 1 Play-downs/Relegation; Kursiv: Statistik nicht vollständig)